# Nishiyodogawa-ku
Nishiyodogawa-ku (西淀川区?) è uno dei 24 quartieri di Ōsaka, in Giappone. Ha un'area di 14,23 km² e nel 2014 contava una popolazione di 96 700 abitanti. All'interno dell'area si trova la sede centrale della Ezaki Glico, importante azienda giapponese di prodotti dolciari.

## Geografia fisica
Il quartiere si trova in un territorio interamente pianeggiante nella parte nord-occidentale della baia di Osaka, presso la foce del fiume Yodo. Nel suo territorio il fiume Kanzaki confluisce nella foce dello Yodo. Il quartiere è nella zona nord-orientale della città e confina con la municipalità di Amagasaki, che fa parte della prefettura di Hyōgo.

## Storia
Nell'antichità, l'area su cui sorge il quartiere, e in generale tutta la città, era sommersa dal mare. Nel corso dei secoli i vari fiumi della zona vi trasportarono sedimenti che diedero luogo a banchi di sabbia e in seguito a diverse isole (島?, jima o shima), spesso soggette a inondazioni. Tuttora vi sono molti circondari di Nishiyodogawa-ku i cui nomi hanno come suffisso shima o jima. Si iniziarono quindi a costruire opere di difesa sempre più massicce e il pericolo sembra oggi scongiurato. Nel 1580, Oda Nobunaga sottomise Settsu no Kuni e fece costruire in questa zona, a quel tempo di importanza strategica, il castello di Owada, del quale oggi rimane una lapide commemorativa presso la scuola elementare di Owada nel quartiere.
Nishiyodogawa-ku fu istituito il 1º aprile 1925. Nei decenni a cavallo del 1900 vi furono costruite strade, ferrovie, ponti e soprattutto moderne industrie che fecero del quartiere una grande zona industriale sempre più inquinata. La municipalità prese quindi drastici provvedimenti e la zona tornò ad essere relativamente salubre.

## Monumenti e luoghi d'interesse

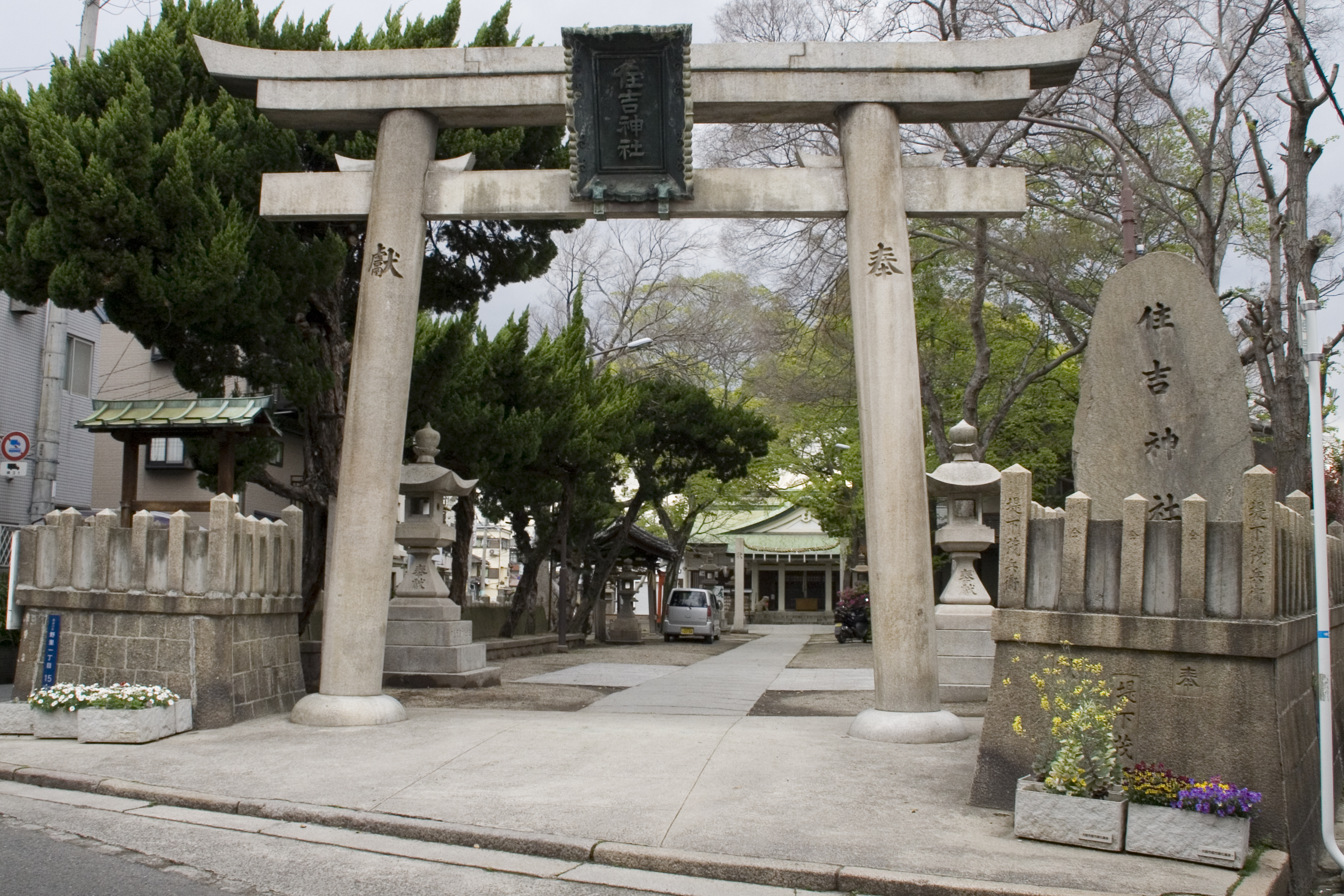
Santuario Sumiyoshi nel circondario di Nozato di Nishiyodogawa-ku

### Architetture religiose
Nel quartiere vi sono diversi vecchi santuari shintoisti dedicati ai Sumiyoshi, divinità guardiane del mare, costruiti probabilmente per scongiurare le inondazioni.

### Aree naturali
Vi sono vaste aree verdi lungo i fiumi Yodo e Kanzaki, all'interno delle quali passano due lunghe piste ciclabili.

## Trasporti e infrastrutture

### Strade
Tra le arterie più importanti che attraversano Nishiyodogawa-ku vi sono la Highway 2, la Highway 43, Yodogawa Dori (viale Yodogawa), la Hanshin Expressway per Ikeda e Kōbe e la strada costiera lungo la baia. Diversi ponti collegano le rive di Yodo e Kanzaki.

### Ferrovie
Le linee ferroviarie che servono il quartiere sono:
- Linea principale Hanshin
- Linea Hanshin Namba, inaugurata nel 2009 con il prolungamento fino a Namba della precedente Linea Hanshin Nishi-Osaka
- Linea JR Kōbe
- Linea JR Tozai, inaugurata nel 1997.